# Zalewo (stacja kolejowa)
Zalewo – zlikwidowana w 1945 roku stacja kolejowa w Zalewie na linii kolejowej Miłomłyn – Myślice, w województwie warmińsko-mazurskim.